# Курлятев-Оболенский, Иван Иванович
Иван Иванович Курлятев-Оболенский —  князь, воевода и окольничий во времена правления Ивана IV Васильевича Грозного, Фёдора Ивановича, Бориса Годунова и Смутное время. Последний представитель рода князей Курлятевы-Оболенские.
Сын князя Ивана Константиновича Курлятева-Оболенского Большого и княжны Сицкой.

## Биография
В списке бояр, окольничих и дворян, которые служили из выбора написан в московских дворянах, с пометой "в Орешке" (1577). При приёме цесарских послов, был рындой в белом платье (июль 1594). Стольник, подписался на грамоте об избрании Бориса Годунова на царство (01 августа 1598).  При приёме Датского королевича Иоанна "смотрел в большой стол" (сентябрь 1602). Воевода Сторожевого полка на Орле (1603).
Окольничий и подчаший Великий в Государственном совете Лжедмитрия I (июнь 1605). На свадьбе Лжедмитрия I и Марины Мнишек "пить наливал", после ездил потчивать послов (08 мая 1606). Чашник, неоднократно с Лжедмитрием I "в мыльню ходил". С его смертью пресёкся род князей Курлятевы-Оболенские.